# Tajny agent (film 1936)
Tajny agent (inny tytuł: Sabotaż; ang. Sabotage) – amerykański film kryminalny z 1936, w reżyserii Alfreda Hitchcocka, bazujący na powieści pod tym samym tytułem Josepha Conrada.

## Opis fabuły
Karl Verloc, właściciel jednego z kin w Londynie, w rzeczywistości współpracuje z jedną z grup przestępczych. Na jej zlecenie pozbawia mieszkańców stolicy dostępu do światła. Następną jego misją okazuje się podłożenie bomby w miejscowym metrze. Nie mogąc osobiście podjąć się zadania, wysyła na miejsce niczego nieświadomego chłopaka. Policja jest coraz bliżej wytropienia przestępcy. Chłopak tymczasem spokojnie przemierza miasto, nie wiedząc, że w paczce ma nastawioną bombę.

## Obsada
- Oscar Homolka – Karl Anton Verloc, właściciel kina
- Sylvia Sidney – pani Verloc
- William Dewhurst – profesor
- Martita Hunt – córka profesora
- Sara Allgood – ekspedientka
- John Loder – Ted Spencer, detektyw
- Torin Thatcher – sabotażystka
- Desmond Tester – Steve, brat Pani Verloc
- Joyce Barbour – Renee
- S.J. Warmington – inspektor policji